# Гришки (Хмельницький район)
Гри́шки —  село в Україні, у Вовковинецькій селищній громаді Хмельницького району Хмельницької області. Населення становить 361 особу.

## Географії
Розташоване на трьох невеличких узгір'ях, на межі Хмельницької і Вінницької областей. Найближча станція — Комарівці).

## Історична довідка
Вперше в писемних джерелах Гришки згадуються в 1494 році. Тоді жителі с. Внучківці (тепер Радівці), вкотре розорені татарами, переселилися в гущину лісу Згар, де були засновані два нових села - Згар та Гришки. Весь час село належало Радзієським і лише у XIX ст. Гришки перейшли у володіння Георгія Тимченка.

## Садиба Софії Ролле
Садиба Роллє, кінець XIX ст. розташована у центрі села. Складається з садибного будинку та паркової території. Садибний будинок двоповерховий, цегляний, тинькований, у плані прямокутний. Зведений у відкритій червоній цеглі, загальна композиція фасадів симетрична.
Садиба розбудована дворянкою Софією Юріївною Роллє, яка володіла у Гришках 240 десятинами землі, із якої під садибою було 5 десятин. Постійним місцем її проживання було містечко Браїлів Вінницького повіту, а маєтком керував селянин Яків Бабак, який справно виконував службу на місці, більше того, був представником дворянки у повітових та губернських установах, на торгах та ярмарках. Софія Роллє доволі часто бувала у Гришках, не один раз гостював у садибі її родич Юзеф Ролле — лікар, відомий польський історик, краєзнавець та письменник, що писав і друкував свої твори польською мовою запідписом «Dr Antonij» («Доктор Антоній»). Кажуть, він особливо полюбляв прогулюватися у навколишньому парку, який зберігся і до теперішнього часу.
За місцевими легендами, у графині був справний кухар, німець за національністю, який готував їй рідкісні страви. Одного разу він приготував салат з помідорів, які вирощувалися у маєтку Роллє. Салат Софії Юріївні сподобався, відтоді, згідно переказів, у селі почали вирощувати помідори, як овочеву культуру. У радянський час садиба націоналізована. У 20-х роках у приміщенні колишнього маєтку відкрили колектор для безпритульних (в основному там перебували 12-16-річні підлітки), яким завідував Кутовий. Тут готували робітників для чавунно-ливарного заводу, що діяв у сусідньому селі Німеччині. Згодом приміщення було передане в розпорядження школи. З 2008 року не використовується.

## Галерея

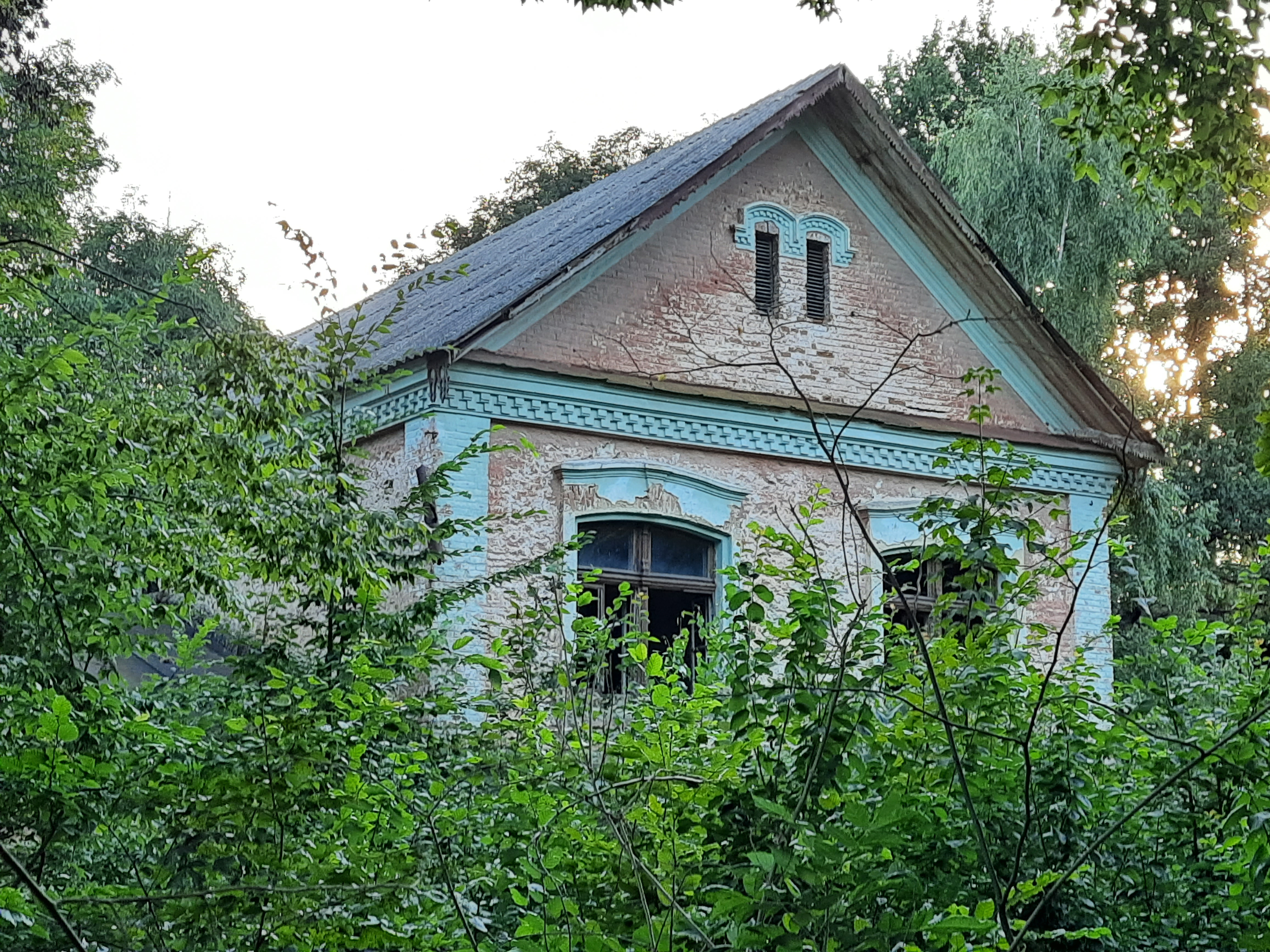
Садибний будинок С.Ю.Роллє
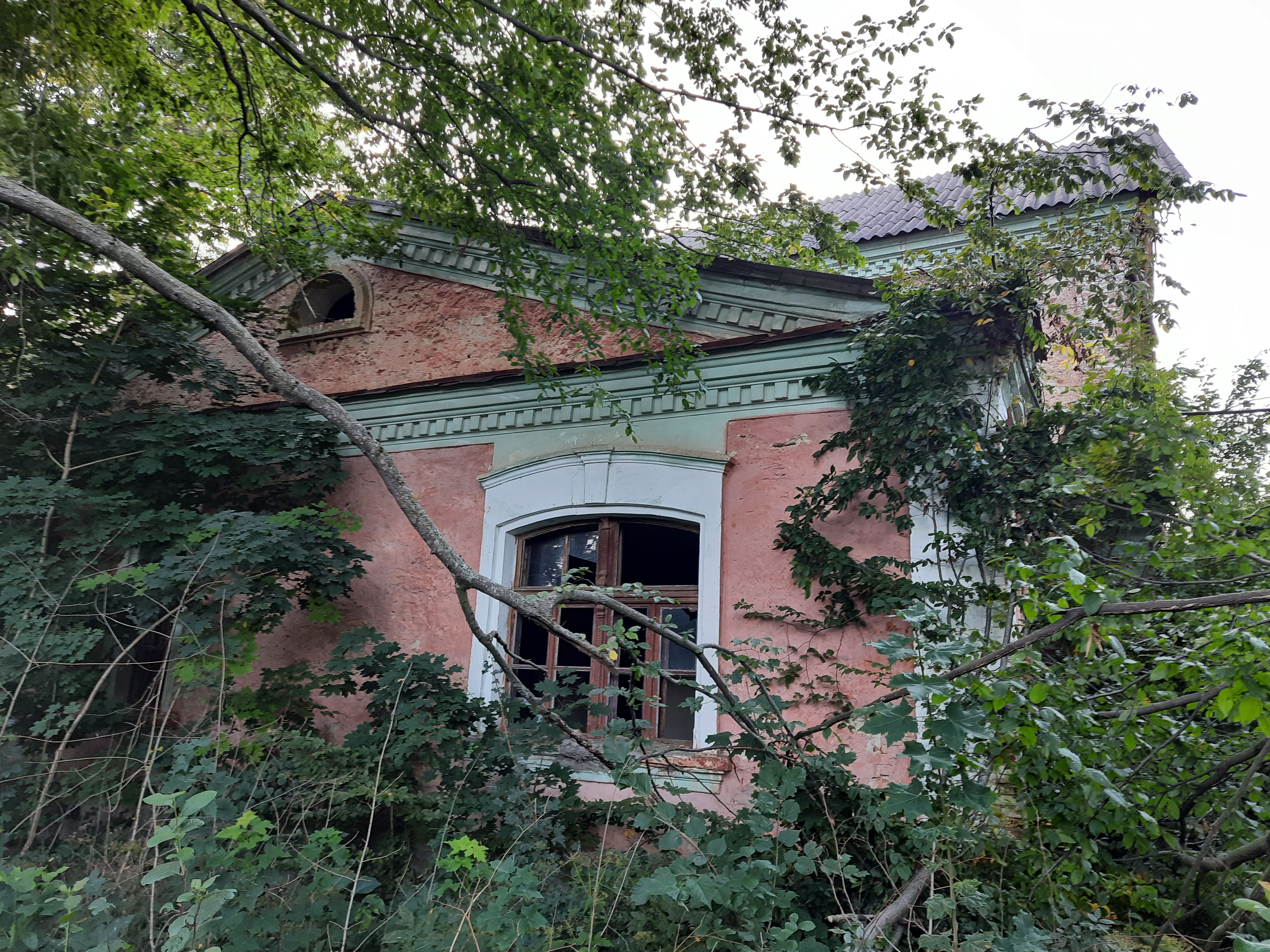
Садибний будинок С.Ю.Роллє